# Departamento Santa Ana
Santa Ana ist eines von 14 Departamentos in El Salvador und liegt im Nordwesten des Landes an der Grenze zu Guatemala und Honduras.
Die Hauptstadt des Departamentos ist die gleichnamige Stadt Santa Ana. Gegründet wurde das Departamento am 8. Februar 1855.
In Santa Ana befindet sich eine archäologische Maya-Fundstätte in Tazumal, die von den Quiché-Maya stammt. Der 2.381 Meter hohe Vulkan Santa Ana befindet sich ebenfalls in diesem Departamento.

## Municipios
Das Departamento Santa Ana ist in 14 Municipios unterteilt:
1. Candelaria de la Frontera
2. Chalchuapa
3. Coatepeque
4. El Congo
5. El Porvenir
6. Malacara
7. Masahuat
8. Metapán
9. San Antonio Pajonal
10. San Sebastián Salitrillo
11. Santa Ana
12. Santa Rosa Guachipilín
13. Santiago de la Frontera
14. Texistepeque